# Women of the Prehistoric Planet
Women of the Prehistoric Planet is een Amerikaanse film uit 1966. De film werd geregisseerd door Arthur C. Pierce. Hoofdrollen werden vertolkt door Wendell Corey, Keith Larsen, John Agar en Paul Gilbert film.

## Verhaal
Een ruimtevloot van een geavanceerde beschaving maakt zich klaar om terug te keren naar huis na afloop van een lange reis. Aan boord bevinden zich mensen en "Centaurians". De centaurians zijn gered van hun thuisplaneet daar die (door hun eigen toedoen) onleefbaar was geworden. Een thema in de film is de acceptatie tussen de menselijke crew en hun centaurian gasten.
Een van de schepen van de vloot wordt gekaapt door een aantal Centaurians, en stort neer op de prehistorische aarde. De rest van de vloot krijgt het bevel terug te keren en overlevenden te zoeken. Tegen de tijd dat eindelijk een reddingsmissie de planeet bereikt, vindt deze enkel de nakomelingen van de crew die hier is neergestort.

## Rolverdeling
| Acteur          | Personage                              |
| --------------- | -------------------------------------- |
| Wendell Corey   | Adm. David King                        |
| Keith Larsen    | Cmdr. Scott                            |
| John Agar       | Dr. Farrell                            |
| Paul Gilbert    | Lt. Red Bradley                        |
| Merry Anders    | Lt. Karen Lamont                       |
| Stuart Margolin | Chief                                  |
| Todd Lasswell   | Lt. Charles Anderson (as Todd Laswell) |
| Kam Tong        | Jung                                   |

## Achtergrond
De film is vandaag de dag vooral bekend als een typisch product van de jaren 60. Er komen dingen in voor die in hedendaagse Amerikaanse films niet meer geaccepteerd zouden worden; zoals dat de “goede” mensen worden vertegenwoordigd door blanke acteurs en de “slechte” centurians door Aziaten. Dit “blanken tegen Aziaten” was een thema dat nog sterk voorkwam in films en televisieseries uit de jaren 60, met name vanwege de strijd met Japan in de Tweede Wereldoorlog.
Dit was ook de voornaamste bron van humor toen de film werd bespot in de televisieserie Mystery Science Theater 3000.